# Schneeferner

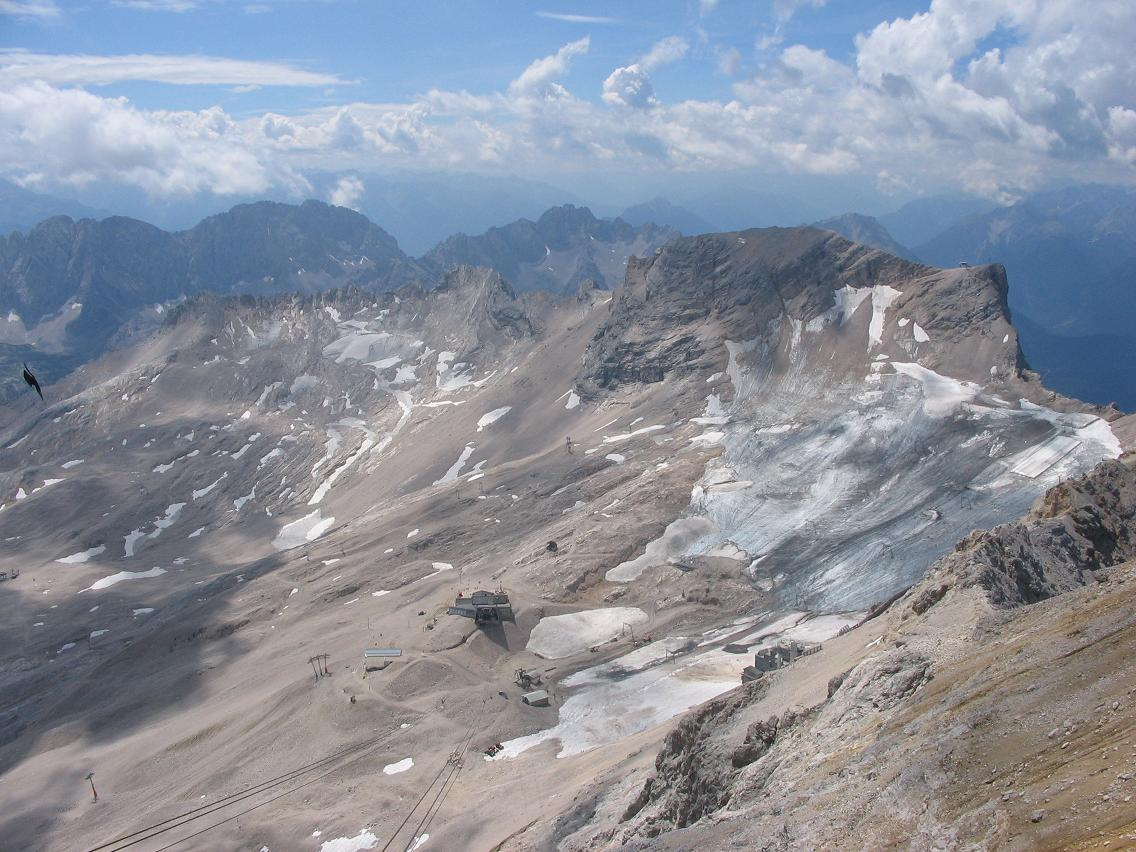
Nordliga Schneeferner och resterna av södra Schneeferner (vänster), slutet av juli 2006

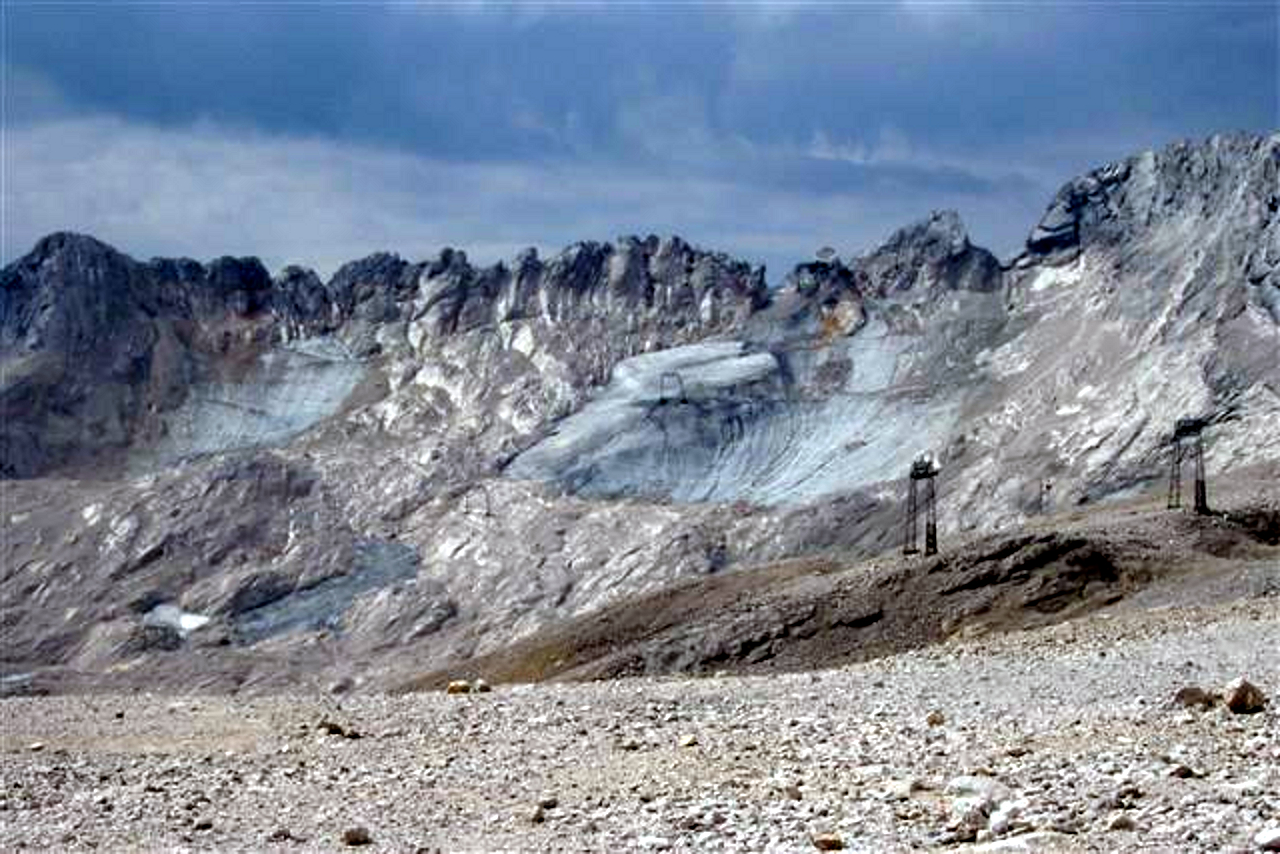
Sydliga Schneeferner 28 augusti 2003, direkt efter rekordvärmeböljan.

Schneeferner är Tysklands största glaciär. Den är belägen på en platå söder om landets högsta berg, Zugspitze. Schneeferner är en av de nordligaste glaciärerna i Alperna.
Glaciären var uppdelad i två delar, norra och södra. Den norra delen ligger i anslutning till en vintersportsanläggning, och en gång i tiden var sommarskidåkning möjlig på glaciären. Den södra delen har smält bort.

## Historia
Mot slutet av lilla istiden på 1800-talet täckte en stor glaciär som kallas Plattachferner nästan hela Jubiläumsgrat på Zugspitzplatt och Plattspitzen. Glaciären hade då en utbredning på ungefär 300 ha och den lämnade, när den drog sig tillbaka, stora moräner.
Från ungefär 1860 fram till 1950-talet förlorade glaciären årligen ungefär 23.000 m² av sin yta, och den har nu krympt till 60 hektar. Glaciären delade sig cirka 1900 i en nordlig och en sydlig del; från den nordliga delen avskilde sig senare även den nedanför Zugspitze belägna Östliche Schneeferner, som senare har försvunnit.
Därefter var den ytmässiga tillbakagången mindre drastisk; speciellt de kvarvarande delarna av Norra Schneeferner verkar på grund av sitt läge i ett bäcken snarare sjunka ner i jorden. Mellan 1965 och 1968 såväl som mellan 1974 och 1980 medförde något svalare perioder rent av att glaciären ökade i storlek; vid Södra Schneeferner kunde också tydlig yttillväxt noteras.
Sedan 1980 är glaciären på Zugspitzplatt åter på tillbakagång. 2006 täckte de båda kvarblivna glaciärerna fortfarande en yta av 39 ha; därutöver ska också ett par mindre  firnfält räknas in. 
Den globala uppvärmningen har också medfört att man genomgående sedan 1990 på Zugspitze har uppmätt sommartemperaturer som har legat högre än det tidigare genomsnittet. Till nackdel för glaciären är därvid framför allt att det mer sällan faller snö på sommaren. Dessa snöfall har tidigare genom stigande albedon minskat glaciärens energiupptagning, och stoppat avsmältningen.
Sedan dess har det årliga genomsnittet för avsmältning varit cirka 80 cm is. 2003 antog man att om avsmältningen skulle fortsätta i samma takt, skulle glaciären på Zugspitzplatt någon gång mellan 2015 och 2030 vara försvunnen. Efter den varma sommaren 2015 rapporterade Münchenglaciologen Wilfried Hagg, att glaciären skulle fortsätta att sjunka ihop; några av fjolårets istäckta sluttningar nu är isfria. Om däremot den nuvarande avsmältningen minskar kan det fortfarande 2050 finnas isrester kvar på Zugspitzplatt.